# Glendale (Missouri)
Glendale è un comune degli Stati Uniti d'America, situato nello Stato del Missouri, nella contea di St. Louis.